# Die bildenden Künste
Die bildenden Künste war eine Kunstzeitschrift, die ab 1916 in Wien verlegt wurde und monatlich erschien. Bis 1918 bildete sie die Beilage der Bau- und Architekturzeitschrift Der Architekt, die ihr künstlerisches Spektrum damit zu erweitern suchte. 1919 wurden „Die bildenden Künste“ unter der Leitung des Kunsthistorikers und Universitätsprofessors Hans Tietze eine selbständige Zeitschrift. Bis 1922 bildete sie das bedeutendste Organ des Tietzekreises.